# Antiohia Pisidiei
Antiohia Pisidiei (în greacă: Ἀντιόχεια τῆς Πισιδίας, latină: Antiochia Caesareia sau Antiochia Caesaria) a fost un oraș antic situat la granița Pisidiei cu Frigia. Situl se află la aproximativ 1 km distanță nordest de Yalvaç, în Provincia Isparta, Turcia.

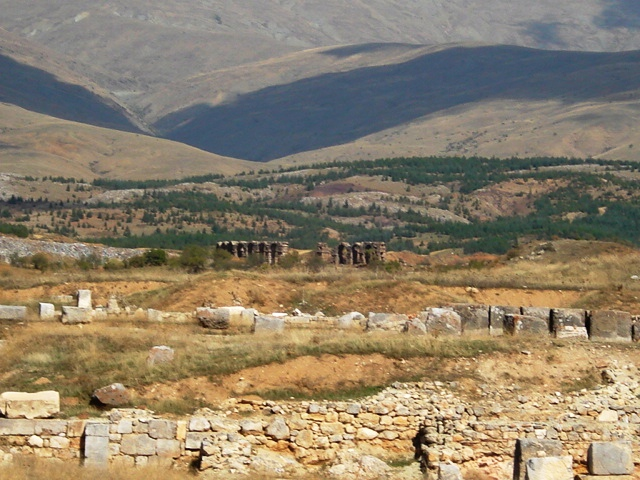
Antiohia - Apeductul

## Turul sitului
Intrarea vizitatorilor se face pe poarta de sud-vest, urcand drumul Decumanus Maximus, pe parcursul acestuia existând posibilitatea de a vizita și teatrul, Decumanus se intersectează la extrema estică cu drumul Cardo Maximus, pe parcursul acestui drum se afla întreg complexul templului lui Augustus (Tiberia platea, propylon, cella și stoa), Biserica centrală (bizantină), drumul se sfârșește în piața centrală, în direcția nordică, în imediata apropiere a pieței se află Nimpheum, mergând spre vest se ajunge la biserica nordică și așa-zisele băi romane, mai apoi Basilica Sfântul Pavel (apostolul) iar ieșirea se face prin aceeași poarta de sud-vest.